# Ptychosperma salomonense
Ptychosperma salomonense är en enhjärtbladig växtart som beskrevs av Karl Ewald Maximilian Burret. Ptychosperma salomonense ingår i släktet Ptychosperma och familjen Arecaceae. Inga underarter finns listade i Catalogue of Life.